# Concurso Internacional de Tenis - San Sebastián 2010
Il Concurso Internacional de Tenis - San Sebastián 2010 è un torneo professionistico di tennis maschile giocato sulla terra rossa, che faceva parte dell'ATP Challenger Tour 2010. Si è giocato a San Sebastián in Spagna dal 16 al 22 agosto 2010.

## Partecipanti

### Teste di serie
| Nazionalità | Giocatore             | Ranking* | Testa di serie |
| ----------- | --------------------- | -------- | -------------- |
| Spagna      | Pere Riba             | 76       | 1              |
| Spagna      | Rubén Ramírez Hidalgo | 93       | 2              |
| Spagna      | Pablo Andújar         | 113      | 3              |
| Germania    | Julian Reister        | 117      | 4              |
| Spagna      | Santiago Ventura      | 122      | 5              |
| Kazakistan  | Jurij Ščukin          | 124      | 6              |
| Spagna      | Albert Ramos Viñolas  | 136      | 7              |
| Germania    | Denis Gremelmayr      | 141      | 8              |

- Ranking al 9 agosto 2010.

### Altri partecipanti
Giocatori che hanno ricevuto una wild card:
- Pablo Carreño Busta
- Juan Lizariturry
- Javier Martí
- Andoni Vivanco-Guzmán

Giocatori passati dalle qualificazioni:
- Baptiste Dupuy
- Marc Fornell-Mestres
- Gianluca Naso
- Pedro Sousa

## Campioni

### Singolare
Albert Ramos Viñolas ha battuto in finale  Benoît Paire con il punteggio di 6–4, 6–2

### Doppio
Rubén Ramírez Hidalgo /  Santiago Ventura hanno battuto in finale  Brian Battistone /  Andreas Siljeström con il punteggio di 6–4, 7–6(3)